# Becel
Becel é uma marca de margarina pertencente  a empresa multinacional europeia Unilever e produzida no Brasil por uma joint venture com a brasileira Brasil Foods (atual BRF) até 2017.